# Governmental Advisory Committee
Governmental Advisory Committee to komitet doradczy organizacji ICANN składający się z przedstawicieli rządów różnych krajów (obecnie niecałe 100 krajów). Kluczowa rola GAC polega na udzielaniu porad w kwestiach polityki w zakresie DNS.